# Alkanole
| Alkanole |
| --- |
| Allgemeine Struktur der Alkanole |
| Allgemeine Formel der Alkanole mit der blau markierten Hydroxygruppe als funktionelle Gruppe. Der Rest R steht für einen Alkylrest. Ist R beispielsweise eine Methylgruppe resultiert Methanol, ist R eine Ethylgruppe resultiert Ethanol (umgangssprachlich: „Alkohol“). |

Als Alkanole bezeichnet man in der Organischen Chemie eine Stoffgruppe, die sich von den Alkanen (gesättigten Kohlenwasserstoffen) ableitet. Als funktionelle Gruppe besitzen alle Alkanole eine Hydroxygruppe. Einwertige Alkanole besitzen die allgemeine Formel CnH2n+1OH. Das Wort Alkanole stammt aus der IUPAC-Nomenklatur.
Die Begriffe Alkohol und Alkanol sind nicht bedeutungsgleich, Alkanole sind eine Untergruppe der Alkohole. Der Begriff Alkohol bezieht sich auf die Funktionalität der Hydroxygruppe, während der Begriff Alkanol darüber hinaus auch den gesättigten Charakter des Alkylrests mit definiert. Alkanole mit zwei Hydroxygruppen nennt man Alkandiole (einfachstes Beispiel: Ethylenglycol), solche mit drei Hydroxygruppen sind Alkantriole (einfachstes Beispiel ist Glycerin).

## Beispiele
- Methanol (CH3OH)
- Ethanol (C2H5OH)
- Propanol (C3H7OH)
- Butanol (C4H9OH)
- Hexanol (C6H13OH)

Geradkettige Alkanole mit 8 bis 22 Kohlenstoffatomen gehören zu den Fettalkoholen:
- Octanol (C8H17OH)
- Decanol (C10H21OH)
- Dodecanol (Laurinalkohol, C12H25OH)
- Tetradecanol (Myristinalkohol, C14H29OH)
- Hexadecanol (Cetylalkohol, C16H33OH)
- Octadecanol (Stearinalkohol, C18H37OH)

Höhermolekulare unverzweigte Alkohole mit etwa 24 oder mehr Kohlenstoffatomen zählen zu den Wachsalkoholen, z. B.
- Lignocerylalkohol (C24H49OH)
- Cerylalkohol (C26H53OH)
- Melissylalkohol (C30H61OH)